# Merab Dwaliszwili
Merab Dwaliszwili (ur. 10 stycznia 1991 w Tbilisi) – gruziński zawodnik mieszanych sztuk walki (MMA). Aktualnie związany z organizacją UFC, w której od 14 września 2024 jest mistrzem wagi koguciej.

## Życiorys
Dwaliszwili urodził się w Tbilisi w Gruzji. Zaczął trenować w młodym wieku, trenując qartuli chidaoba (tradycyjne zapasy), khridoli (tradycyjne walki), sambo i judo do samoobrony. W wieku 21 lat przeniósł się do Stanów Zjednoczonych, aby zostać zawodowym zawodnikiem MMA. Po przybyciu do Ameryki zaczął trenować pod okiem Raya Longo i Matta Serry.

## Kariera MMA

### Wczesna kariera
Zawodowo zadebiutował w mieszanych sztukach walki w 2014 roku. W tym czasie walczył w różnych organizacjach, takich jak Ring of Combat. Przed przejściem do UFC zgromadził bilans 7-2. Obecnie reprezentuje klub Serra Jiu-Jitsu.

### UFC
W największej amerykańskiej organizacji zadebiutował 9 grudnia 2017 przeciwko Frankie Saenzowi na UFC Fight Night: Swanson vs. Ortega. Wyrównaną walkę ostatecznie przegrał przez niejednogłośną decyzję (2 x 29-28, 28-29).
W następnej walce, która miała miejsce 21 kwietnia 2018 na UFC Fight Night: Barboza vs. Lee stanął przeciwko Ricky'emu Simónowi. Przegrał walkę przez poddanie techniczne po ostatnim gongu. Ta walka została nagrodzona bonusem za walkę wieczoru. Jego narożnik odwołał się od wyniku, twierdząc, że pod koniec rundy nie stracił on przytomności. Protest został odrzucony.
15 września 2018 na UFC Fight Night: Hunt vs. Oleinik stoczył walkę z Terrionem Ware. Wygrał jednogłośną decyzją sędziowską.
4 maja 2019 podczas UFC Fight Night: Iaquinta vs. Cowboy zawalczył z Bradem Katoną. Wygrał walkę jednogłośną decyzją.
W pierwszej walce w 2020 roku, którą stoczył 15 lutego na UFC Fight Night 167 zmierzył się z Caseyem Kenneyem. Kolejny raz zwyciężył jednogłośnie na pełnym dystansie trzech rund.
13 czerwca 2020 na gali UFC on ESPN: Eye vs. Calvillo miał zmierzyć się z Rayem Borgiem, jednak dwa dni wcześniej poinformowano, że Borg wycofał się z walki i został zastąpiony przez debiutującego w organizacji Gustavo Lopeza. Pojedynek, który zwyciężył jednogłośnie Gruzin odbył się w limicie umownym do 140 funtów. 
15 sierpnia 2020 na UFC 252 stoczył walkę z Johnem Dodsonem. Zwyciężył u wszystkich sędziów punktowych w stosunku 30-27, odnosząc piąte zwycięstwo z rzędu.
Oczekiwano, że w kolejnej walce zawalczy z Codym Stamannem 5 grudnia 2020 na gali UFC on ESPN 19. 22 października ogłoszono natomiast, że Stamann wycofał się z występu z nieujawnionych powodów, a jego miejsce zajął Raoni Barcelos. Do występu Brazylijczyka nie doszło jednak z  powodów zdrowotnych związanych z jego ostatnią walką, która odbyła się 7 listopada. Walka pomiędzy Dwaliszwilim i Stamannem została przełożona na przypadającą 6 lutego 2021 galę UFC Fight Night 184. Z kolei w połowie stycznia Dwaliszwili został zmuszony do wycofania się z walki ze względu na zmagania się z powikłaniami po Covid-19, a zastąpił go Andre Ewell. Po pozytywnym wyniku testu na Covid-19 Ewell został wycofany z występu i zastąpiony przez debiutującego Askara Askara, a walka miała odbyć się w wadze piórkowej. W dniu wydarzenia Askar nie uzyskał zgody lekarskiej i walka została odwołana. Walka pomiędzy Dwaliszwilim i Stamannem została ponownie przełożona, tym razem na galę UFC on ESPN: Reyes vs. Procházka mającej miejsce 1 maja 2021. Gruzin wygrał walkę jednogłośną decyzją (2 x 29-28, 30-27).
Następnie zmierzył się z Marlonem Moraesem 25 września 2021 na UFC 266. W walce zamykającej kartę wstępną gali zwyciężył przez techniczny nokaut w drugiej rundzie. To zwycięstwo przyniosło mu nagrodę bonusową za występ wieczoru. 
Podczas gali UFC 278, która odbyła się 20 sierpnia 2022 skrzyżował rękawice z byłym mistrzem UFC w wadze piórkowej, José Aldo. Dopisał do swojego rekordu ósme zwycięstwo z rzędu, jednogłośnie wypunktowując Brazylijczyka
W walce wieczoru gali UFC Fight Night: Yan vs. Dvalishvili, która odbyła się 11 marca 2023 w Las Vegas, zmierzył się z byłym mistrzem UFC w wadze koguciej, Piotrem Janem. Zdominował na pełnym dystansie faworyzowanego rywala, odnosząc zwycięstwo przed jednogłośną decyzję. W tej walce pobił również rekord UFC w liczbie prób obalenia w historii organizacji, notując 49 prób.
17 lutego 2024 na gali UFC 298 zmierzył się z byłym mistrzem UFC w wadze muszej i koguciej, Henrym Cejudo. Wygrał przez jednogłośną decyzję sędziów.
14 września 2024 podczas UFC 306 zawalczył o pas UFC wagi koguciej, mierząc się z ówczesnym mistrzem, Seanem O'Malleyem. Po 25 minutach Dwaliszwili pokonał Amerykanina jednogłośnie na kartach punktowych oraz odebrał mu tytuł, tym stając się nowym mistrzem wagi koguciej.
Do pierwszej obrony tytułu mistrzowskiego wagi koguciej przystąpił 18 stycznia 2025 na gali UFC 311 w Inglewood. Jego przeciwnikiem został niepokonany Rosjanin, Umar Nurmagomiedow. Dwaliszwili ponownie po 25 minutach walki jednogłośnie ją zwyciężył oraz dopisał Rosjaninowi pierwszą porażkę w zawodowej karierze. Pojedynek obu zawodników nagrodzono bonusem za najlepszą walkę wieczoru.
Podczas gali UFC 316, w dniu 7 czerwca 2025, przystąpił do drugiej obrony pasa, mierząc się w rewanżowym starciu z Seanem O'Malleyem. Dwaliszwili ponownie pokonał Amerykanina, jednak tym razem przez poddanie techniką duszenie północ-południe w trzeciej rundzie. Po walce awansował na drugą pozycję w rankingu najlepszych zawodników UFC bez podziału na kategorie wagowe.

## Kariera w grapplingu
W 2019 roku zajął drugie miejsce w Mistrzostwach Świata w sambo, które odbyły się w Korei Południowej. Dwaliszwili startował w sambo bojowym w wadze 68 kilogramów. W finale przegrał z Rosjaninem Stepanem Kobenowem.
9 października 2021 roku walczył w głównym turnieju Fury Pro Grappling 2, gdzie przegrał jednogłośną decyzją z Kevinem Dantzlerem.
Dwaliszwili rywalizował z Darrenem Branchem w głównym turnieju High Rollerz 23, który odbył się 21 stycznia 2023. Wygrał pojedynek przez poddanie.

## Osiągnięcia

### Mieszane sztuki walki
- Ring of Combat
  - 2017: Mistrz ROC w wadze koguciej
- Ultimate Fighting Championship
  - Najwięcej obaleń w historii dywizji wagi koguciej UFC (66)[51]
    - Trzecie miejsce pod względem liczby obaleń w historii UFC (79)[52]
    - Najwięcej prób obalenia w jednej walce w historii UFC (49) w walce z Piotr Janem[51]

  - Najwięcej trafień ogółem w historii dywizji wagi koguciej (1736)[52]
  - Drugi najlepszy czas kontroli w parterze w historii dywizji wagi koguciej UFC[51]
  - 2024: Mistrz UFC w wadze koguciej[3]

## Lista zawodowych walk w MMA
| Wynik     | Bilans | Przeciwnik (bilans przed walką) | Rozstrzygnięcie                             | Runda | Czas | Rozgrywki                                  | Data       | Miejsce        | Uwagi                                                                                 |
| --------- | ------ | ------------------------------- | ------------------------------------------- | ----- | ---- | ------------------------------------------ | ---------- | -------------- | ------------------------------------------------------------------------------------- |
| Wygrana   | 20-4   | Sean O’Malley (18-2. 1 NC)      | Poddanie (duszenie północ-południe)         | 3     | 4:42 | UFC 316                                    | 07.06.2025 | Newark         | Obronił pas mistrzowskiUFC w wadze koguciej. Bonus za występ wieczoru. Main Event     |
| Wygrana   | 19-4   | Umar Nurmagomiedow (18-0)       | Decyzja (jednogłośna)                       | 5     | 5:00 | UFC 311                                    | 18.01.2025 | Inglewood      | Obronił pas mistrzowski UFC w wadze koguciej. Co-Main Event. Bonus za walkę wieczoru. |
| Wygrana   | 18-4   | Sean O’Malley (18-1. 1 NC)      | Decyzja (jednogłośna)                       | 5     | 5:00 | UFC 306                                    | 14.09.2024 | Las Vegas      | Zdobył pas mistrzowski UFC w wadze koguciej. Main Event                               |
| Wygrana   | 17-4   | Henry Cejudo (16-3)             | Decyzja (jednogłośna)                       | 3     | 5:00 | UFC 298                                    | 17.02.2024 | Anaheim        |                                                                                       |
| Wygrana   | 16-4   | Piotr Jan (16-4)                | Decyzja (jednogłośna)                       | 5     | 5:00 | UFC Fight Night: Yan vs. Dvalishvili       | 11.03.2023 | Las Vegas      | Main Event.                                                                           |
| Wygrana   | 15-4   | José Aldo (31-7)                | Decyzja (jednogłośna)                       | 3     | 5:00 | UFC 278                                    | 20.08.2022 | Salt Lake City |                                                                                       |
| Wygrana   | 14-4   | Marlon Moraes (23-8-1)          | TKO (ciosy pięściami)                       | 2     | 4:25 | UFC 266                                    | 25.09.2021 | Las Vegas      | Bonus za występ wieczoru.                                                             |
| Wygrana   | 13-4   | Cody Stamann (19-3-1)           | Decyzja (jednogłośna)                       | 3     | 5:00 | UFC on ESPN: Reyes vs. Procházka           | 01.05.2021 | Las Vegas      |                                                                                       |
| Wygrana   | 12-4   | John Dodson (21-11)             | Decyzja (jednogłośna)                       | 3     | 5:00 | UFC 252                                    | 15.08.2020 | Las Vegas      |                                                                                       |
| Wygrana   | 11-4   | Gustavo Lopez (11-4)            | Decyzja (jednogłośna)                       | 3     | 5:00 | UFC on ESPN: Eye vs. Calvillo              | 13.06.2020 | Las Vegas      | Limit umowny -63,5 kg.                                                                |
| Wygrana   | 10-4   | Casey Kenney (13-1-1)           | Decyzja (jednogłośna)                       | 3     | 5:00 | UFC Fight Night: Anderson vs. Błachowicz 2 | 15.02.2020 | Rio Rancho     |                                                                                       |
| Wygrana   | 9-4    | Brad Katona (8-0)               | Decyzja (jednogłośna)                       | 3     | 5:00 | UFC Fight Night: Iaquinta vs. Cowboy       | 04.05.2019 | Ottawa         |                                                                                       |
| Wygrana   | 8-4    | Terrion Ware (17-8)             | Decyzja (jednogłośna)                       | 3     | 5:00 | UFC Fight Night: Hunt vs. Oleynik          | 15.09.2018 | Moskwa         |                                                                                       |
| Przegrana | 7-4    | Ricky Simón (12-1)              | Poddanie (duszneie gilotynowe)              | 3     | 5:00 | UFC Fight Night: Barboza vs. Lee           | 21.04.2018 | Atlantic City  | Bonus za walkę wieczoru.                                                              |
| Przegrana | 7-3    | Frankie Saenz (10-5)            | Decyzja (niejednogłośna)                    | 3     | 5:00 | UFC Fight Night: Swanson vs. Ortega        | 09.12.2017 | Fresno         | Debiut w UFC.                                                                         |
| Wygrana   | 7-2    | Raufeon Stots (8-0)             | KO (cios)                                   | 1     | 0:15 | Ring of Combat 59                          | 02.06.2017 | Atlantic City  | Obronił pas mistrzowski ROC w wadze koguciej.                                         |
| Wygrana   | 6-2    | Suhrob Aidarbekov (6-2)         | Poddanie (dźwignia prosta na staw łokciowy) | 2     | 4:14 | Ring of Combat 58                          | 24.02.2017 | Atlantic City  | Zdobył pas mistrzowski ROC w wadze koguciej.                                          |
| Wygrana   | 5-2    | Tony Gravely (8-2)              | Decyzja (niejednogłośna)                    | 3     | 5:00 | Ring of Combat 57                          | 18.11.2016 | Atlantic City  |                                                                                       |
| Wygrana   | 4-2    | Paul Grant (3-2)                | Decyzja (jednogłośna)                       | 3     | 5:00 | Ring of Combat 56                          | 23.09.2016 | Atlantic City  | Powrót do kategorii koguciej.                                                         |
| Wygrana   | 3-2    | Matt Tullos (1-0)               | Decyzja (jednogłośna)                       | 3     | 5:00 | CES MMA 36                                 | 10.06.2016 | Lincoln        | Debiut w kategorii piórkowej.                                                         |
| Wygrana   | 2-2    | Geoffrey Then (0-0)             | Decyzja (jednogłośna)                       | 3     | 5:00 | CES MMA 34                                 | 01.04.2016 | Mashantucket   |                                                                                       |
| Przegrana | 1-2    | Ricky Bandejas (2-0)            | Decyzja (jednogłośna)                       | 3     | 5:00 | CFFC 43                                    | 01.11.2014 | Atlantic City  |                                                                                       |
| Wygrana   | 1-1    | Dennis Dombrow (6-4)            | TKO (ciosy pięściami)                       | 3     | 0:50 | Ring of Combat 49                          | 19.09.2014 | Atlantic City  |                                                                                       |
| Przegrana | 0-1    | Darren Mima (3-1)               | Decyzja (większościowa)                     | 3     | 4:00 | Ring of Combat 47                          | 24.01.2014 | Atlantic City  |                                                                                       |